# Isotope
Cet article possède des paronymes, voir Isotopie et Isotrope.
Une proposition de fusion est en cours entre Isotope et Abondance des isotopes.

Quelques isotopes de l'oxygène, de l'azote et du carbone.

Deux nucléides d'un même élément chimique sont dits isotopes s'ils partagent le même nombre de protons, Z, mais ont des nombres différents de neutrons, N.
Par extension, un isotope est une classe d'atomes caractérisée par son nombre de protons Z et son nombre de neutrons N, sans distinction concernant le spin ou l'état énergétique.
Contexte —  En physique nucléaire et en chimie, chaque noyau d'atome ou nucléide est défini par son nombre de protons Z (appelé aussi numéro atomique, qui définit d'ailleurs le type d'élément chimique), son nombre de neutrons N, son spin s et son niveau énergétique.
Les isotopes ne doivent pas être confondus avec :
- les isotones, nucléides ayant le même nombre de neutrons mais un nombre de protons différent (Z ≠ Z' mais N = N') ;
- les isobares, nucléides ayant des nombres de protons différents, des nombres de neutrons différents, mais des nombres de masse identiques (Z ≠ Z', N ≠ N', mais Z + N = A = A' = Z' + N') ;
- les isomères nucléaires, nucléides ayant le même nombre de protons Z et le même nombre de neutrons N (donc aussi le même nombre de masse A), mais pas le même spin ni le même niveau énergétique.

## Désignation et notation

### Désignation
Un isotope est désigné par le nom de l'élément chimique suivi du nombre de masse de l'isotope : carbone 14, oxygène 18, uranium 235, etc.
Aux débuts de l'histoire de la radioactivité, certains isotopes provenant de la désintégration d'éléments lourds comme l'uranium ou le thorium ont reçu des noms traduisant cette origine, par exemple actinium X pour le radium 223 (produit de la désintégration de l'actinium 227), thorium X pour le radium 224 (produit par le thorium 228) et mésothorium I pour le radium 228 (produit par le thorium 232). Ces noms ne sont plus employés.

### Notation
Chaque isotope est représenté par un symbole A
ZM composé de :
- son symbole chimique M (H, He, Li, etc.) ;
- son nombre de masse A (égal au nombre de nucléons de l'atome), placé en haut et à gauche du symbole chimique ;
- son numéro atomique Z (égal au nombre de protons), placé en bas et à gauche du symbole chimique.

Le carbone 12 et le carbone 14, deux isotopes de l'élément carbone, sont ainsi notés 12
6C et 14
6C. Le numéro atomique est souvent omis, car redondant avec le symbole chimique : 12C et 14C, par exemple.

### Cas particulier de l'hydrogène
Les isotopes naturels de l'hydrogène sont l'hydrogène 1 (1H), l'hydrogène 2 (2H) et l'hydrogène 3 (3H), mais on les désigne plus fréquemment par les noms de protium, deutérium et tritium. L'IUPAC admet aussi — sans toutefois le recommander — l'usage des symboles D et T pour le deutérium et le tritium, le symbole H représentant alors le protium et non plus l'élément hydrogène.
Cet usage particulier est dû à l'effet isotopique particulièrement marqué pour l'hydrogène, qui se traduit par une modification substantielle des propriétés physiques et chimiques de l'hydrogène et de ses composés quand on y remplace le protium par le deutérium ou le tritium.

## Histoire

### Les isotopes radioactifs
L'existence des isotopes est suggérée d'abord en 1913 par le radiochimiste Frederick Soddy, basée sur des études des chaînes de désintégration radioactive qui indiquent une quarantaine d'espèces différents de radioéléments (c'est-à-dire éléments radioactifs) entre le plomb et l'uranium, quoique le tableau périodique permet seuls 11 éléments du plomb jusqu'à l'uranium.
Plusieurs tentatives de séparer ces nouveaux radioéléments par moyen chimique avaient échoué. Par exemple, Soddy  démontre en 1910 que le "mésothorium" (ensuite identifié comme le 228Ra), le radium (226Ra (l'isotope de radium du plus long demi-vie) et le thorium X (224Ra) sont impossibles à séparer. Des tentatifs à placer les radioéléments au tableau périodique ont conduit Soddy et Kazimierz Fajans indépendamment à proposer leur loi de déplacement radioactif en 1913, à l'effet que la radioactivité α produit un élément deux positions à gauche au tableau périodique, tandis que l'émission dite radioactivité β produit un élément une position vers la droite,,, Soddy reconnaît que l'émission d'une particule alpha suivie par deux particules beta conduit à la formation d'un élément chimiquement identique à l'élément initial, mais avec une masse quatre unités plus légère et avec des propriétés radioactives différentes.
Soddy propose que plusieurs types d'atomes (avec des propriétés radioactives différentes) peuvent occuper le même endroit au tableau périodique. Par exemple, la radioactivité alpha de l'uranium-235 forme le thorium-231, tandis que la radioactivité beta de l'actinium-230 forme le thorium-230. Le mot "isotope", qui signifie "au même endroit" en grec, est suggéré à Soddy par Margaret Todd, une femme médecin écossaise et amie de la famille de Soddy, après qu'il lui explique ses idées,,,,,. En 1921 il reçoit le Prix Nobel de chimie en partie pour son travail sur les isotopes.

### Les isotopes stables
La première évidence qu'il existe différents isotopes d'un élément stable (non-radioactif) est trouvée par J. J. Thomson in 1912, comme partie de ses recherches sur la composition des rayons canaux (ions positifs). Thomson achémine des courants d'ions de néon à travers des champs magnétiques et électriques en parallèle, et mesure leurs déflexions en plaçant un plaque photographique dans leur chemin. Il calcule leur rapport de masse à charge électrique par sa "méthode de parabole de Thomson". Thomson observe deux taches paraboliques distinctes de lumière sur la plaque photographique, ce qui suggère deux espèces de noyau avec des rapports différents de masse à charge électrique. Il propose que le gaz appelé "néon" est en réalité un mélange de deux gaz, un de masse atomique vers 20 et l'autre vers 22. Comme la tache due au gaz de masse 22 est toujours moins intense, Thomson conclut qu'il ne forme qu'une petite partie du mélange.

### Neutrons
Après la découverte du neutron par James Chadwick en 1932, la nature essentielle des isotopes est clarifiée. Les noyaux des isotopes différents d'un élément donné ont des nombres différents des neutrons, mais tous les isotopes du même élément ont le même nombre de protons.
F. W. Aston découvre ensuite à l'aide de la spectrométrie de masse qu'il y a nombreux éléments qui possèdent plus qu'un isotope stable. En 1919 Aston étudie le néon avec une résolution suffisante pour démontrer que les deux masses isotopiques sont très proches aux entiers 20 et 22, et que ni l'une ni l'autre est égale à la masse molaire connue (20,2) du gaz néon.
Ceci est un exemple de la règle des nombres entiers de Aston pour les masses isotopiques. Cette règle dit que les grands écarts des masses molaires atomiques par rapport aux entiers sont surtout dues au fait que l'élément est un mélange des isotopes. De même, Aston a démontré en 1920 que la masse molaire du chlore (35.45) est une moyenne pondérée des masses presqu'entières des deux isotopes 35Cl et 37Cl,.

## Propriétés
Les propriétés des atomes étant essentiellement régies par leurs cortèges électroniques, les isotopes d'un même élément chimique ont essentiellement les mêmes propriétés physiques et chimiques, qualitativement et quantitativement. La différence de masse entre isotopes, parce qu'elle affecte l'énergie cinétique des atomes et des molécules, entraîne cependant de légères différences de propriétés, appelées effets isotopiques. Ces effets sont d'autant plus importants que la différence relative de masse est grande ; ils sont donc maximaux pour l'hydrogène (la masse de 2H est le double de celle de 1H) et minimaux pour les éléments les plus lourds (la masse de 235U, par exemple, n'est supérieure à celle de 234U que de 0,4 %).
- Un premier effet concerne les propriétés à l'équilibre. Quand dans un corps simple on remplace un atome par un isotope plus lourd, on augmente notamment, mais légèrement, les températures de fusion et d'ébullition, ainsi que les chaleurs latentes correspondantes (de fusion et de vaporisation). Leurs valeurs sont ainsi de 3,81 °C, 101,42 °C, 6,132 kJ/mol et 41,521 kJ/mol pour l'eau lourde 2H216O, contre 0 °C, 100 °C, 6,007 kJ/mol et 40,657 kJ/mol pour l'eau légère 1H216O.
- Un second effet concerne la vitesse des processus de retour à l'équilibre (écoulement, diffusion, réactions chimiques, etc.). Quand dans un corps simple on remplace un atome par un isotope plus lourd, toutes ces vitesses sont diminuées. La viscosité de l'eau à 20 °C est ainsi de 1,246 7 × 10−3 Pa s pour l'eau lourde, contre 1,001 6 × 10−3 Pa s pour l'eau légère.

Ces effets sont mis à profit pour séparer les isotopes (pour la recherche, la médecine et l'industrie nucléaire, notamment). Les températures d'ébullition légèrement différentes ont par exemple permis les premiers enrichissements isotopiques par distillation à l'aide d'une colonne de distillation à bande tournante. L'enrichissement en 235U de l'uranium naturel se fait aujourd'hui par diffusion thermique, diffusion à l'état gazeux, centrifugation ou séparation électromagnétique.

## Stabilité
Il existe 80 éléments chimiques ayant au moins un isotope stable, de l'hydrogène 1H au plomb 82Pb (81 éléments si l'on inclut le bismuth 83Bi). Le technétium 43Tc, le prométhium 61Pm et tous les éléments de numéro atomique supérieur à 83 n'ont, quant à eux, aucun isotope stable.

Diagramme Z-N et vallée de stabilité des isotopes.
Voir les détails sur le site suivant : http://www.ostralo.net/3_animations/swf/diagrammeNZ_1.swf

Le noyau d'un atome est constitué d'une part de protons qui se repoussent sous l'action de l'interaction électromagnétique (les charges électriques de même nature se repoussent) mais qui s'attirent sous l'action de l'interaction forte. Dans un noyau, la stabilité est donc assurée par l'interaction forte, et par les neutrons qui, éloignant les protons les uns des autres, diminuent l'intensité de la répulsion électromagnétique entre les protons, d'où les propriétés suivantes :
Pour ces centaines d'isotopes naturels, les nombres respectifs de protons et de neutrons semblent respecter certaines règles :
- le nombre de neutrons est à peu près égal à celui des protons pour les éléments légers ; à partir du 21Sc, le nombre de neutrons devient supérieur au nombre de protons, l'excédent dépassant 50 % pour les éléments les plus lourds ;
- certains noyaux particulièrement stables contiennent des protons ou des neutrons (ou les deux) en nombre égal à un des « nombres magiques » suivants : 2, 8, 20, 28, 50, 82, 126.Selon les théories actuelles, ces valeurs correspondraient à des noyaux possédant des couches complètes de neutrons ou de protons ;
- les éléments de nombre Z impair possèdent moins d'isotopes stables que les éléments de nombre Z pair.

Il existe des milliers de noyaux instables, de durée de vie très courte (jusqu'à 10−23 seconde), qui ne peuvent être produits qu'en laboratoire. On les qualifie de noyaux exotiques, notamment  en raison de leurs propriétés spécifiques (grandes déformations, halos de neutron, etc.).

## Analyses isotopiques
Les analyses isotopiques consistent à mesurer la composition isotopique d'un certain élément chimique dans un matériau (minéral, roche, tissu biologique, etc.), ou bien seulement un ou quelques rapports isotopiques de cet élément. Elles servent à dater le matériau (sa formation ou certains événements qu'il a subis) ou à en établir l'origine.

### Méthodes
La mesure d'une composition ou d'un rapport isotopique peut se faire in situ (directement sur le matériau) ou ex situ (sur un échantillon prélevé et préparé pour l'analyse). Les mesures in situ ont l'avantage de permettre une cartographie des rapports isotopiques, mais les mesures ex situ sont généralement plus précises.
Une large majorité des analyses isotopiques sont faites ex situ dans un spectromètre de masse : une partie des atomes d'un échantillon sont ionisés, les ions sont accélérés par un champ électrique indépendamment de leur masse puis les ions de masses différentes sont séparés par un champ magnétique et recueillis séparément, on mesure alors les nombres d'ions recueillis ayant les masses auxquelles on s'intéresse et on en calcule les rapports ou les proportions.
- Dans les spectromètres de masse à source solide, l'échantillon est généralement un dépôt solide obtenu par dissolution acide d'un morceau du matériau étudié, séparation chimique dé l'élément chimique étudié, dépôt liquide sur un filament et séchage.
- Dans les spectromètres de masse à source gazeuse, l'échantillon est le gaz (argon, xénon, dioxygène, etc.) se dégageant d'un morceau du matériau étudié, par chauffage progressif.

Outre la source des ions, les spectromètre diffèrent par leur tension accélératrice, la puissance de leur électroaimant et le processus de mesure des nombres d'ions. Les spectromètres de masse de dernière génération sont des appareils de très haute technologie, permettant la mesure des rapports isotopiques avec une précision de l'ordre du millionième.
Les analyses isotopiques in situ sont réalisées à l'aide d'une sonde ionique. Un fragment de l'objet étudié est bombardé par un faisceau d'ions (d'un même élément chimique qu'on n'analysera pas) et émet un faisceau d'ions « secondaires » représentatif de la composition chimique et isotopique de la surface de l'objet. Ces ions sont ensuite analysés « en vol » par spectrométrie de masse.
Une méthode complètement différente des précédentes est la mesure de vibrations atomiques dans un microscope électronique, décrite en 2022. Il devient possible d'identifier les isotopes chimiques à une échelle sub-nanométrique. Ceci devrait permettre, à cette résolution, de construire et suivre des domaines isotopiques.

### Applications
Les applications des analyses isotopiques mettent à profit la variabilité de la composition isotopique de nombreux éléments chimiques, due aux différences de caractéristiques nucléaires et de propriétés physicochimiques des isotopes d'un même élément :
- les caractéristiques nucléaires des différents isotopes peuvent être très différentes :
  - dans la nucléosynthèse stellaire, ces isotopes sont produits dans des proportions différentes par les différents processus (fusion nucléaire, processus s, processus p, spallation),
  - l'abondance d'un isotope peut diminuer au cours du temps parce qu'il est radioactif,
  - l'abondance d'un isotope peut augmenter au cours du temps parce qu'il est radiogénique ou cosmogénique ;
- la présence de neutrons en nombres différents entraîne des différences entre les propriétés électroniques et les masses des différents isotopes, ce qui se traduit par des différences de propriétés physiques (transitions de phase, diffusion gazeuse) et chimiques (grandeurs thermodynamiques, vitesses de réaction) :
  - la proportion des différents isotopes peut ne pas être la même dans deux substances en équilibre. Cet effet est surtout sensible pour les éléments les plus légers (H, He, Li, Be, B, C, N, O),
  - les substances différant par leur composition isotopique se transforment (condensation ou évaporation, fusion ou solidification) ou réagissent à des vitesses différentes.

Ces différents processus à l'origine des différences de composition isotopique ont de nombreuses applications :
- les différences de productivité nucléosynthétique permettent de tracer l'origine des constituants primordiaux du Système solaire (grains présolaires, CAI, chondres) ;
- le caractère radioactif, radiogénique ou cosmogénique de certains isotopes permet la datation de différents événements (mort d'un organisme, formation d'une roche ou d'un minéral, métamorphisme, impact cosmique, etc.). Il en découle un grand nombre de méthodes de datation différentes, applicables à différents contextes géologiques et différentes échelles de temps : datation au carbone 14, datation rubidium-strontium, datation uranium-plomb, datation argon-argon, datation par les traces de fission, datation par le déséquilibre radioactif, datation par un isotope cosmogénique, datation par une radioactivité éteinte, etc.

Un exemple très connu de couple d'isotopes est constitué par le carbone : le carbone est présent en grande majorité sous son isotope de masse atomique 12 (le « carbone 12 ») ; d'autre part, on peut trouver en faible quantité l'isotope de masse atomique 14 (le carbone 14), qui est chimiquement strictement équivalent au carbone 12, mais qui est radioactif. En effet, les neutrons supplémentaires du noyau rendent l'atome instable. Il se désintègre en donnant de l'azote 14 et en émettant un rayonnement bêta.
- Le rapport 18O/16O (par exemple dans les apatites des fossiles de vertébrés) permet, dans une certaine mesure, de reconstituer certains paléoclimats[22] ;
- Dans le domaine médical (médecine légale, médecine du travail, toxicologie, etc.) l'analyse isotopique permet de différencier diverses sources de contamination, et souvent d'identifier ainsi la source d'une intoxication[23].
- Dans le domaine de l'évaluation environnementale, l'analyse isotopique d'un organisme, du sol ou de sédiments permet de différencier la partie naturelle de la part anthropique d'une contamination par certains métaux, dont le plomb[24]. Sur la base de signatures isotopiques particulières, on peut distinguer le plomb de céramiques, du plomb issu de la combustion du charbon et de l'essence[24]. On peut ainsi tracer l'origine d'une pollution actuelle ou passée (déposée dans les sédiments). On a ainsi pu montrer que dans la Baie de San Simón (partie intérieure de la Ría de Vigo située au nord-ouest de l'Espagne), selon les époques, l'homme a été responsable de 25 à 98 % des apports de plomb trouvé dans les échantillons de la zone intertidale, et de 9 à 84 % dans les échantillons subtidaux. Les variations temporelles observées dans les carottes de sédiments ont pu être reliées, d'abord aux retombées de fumées de combustion de charbon (60 à 70 % du plomb de la baie) avant la création d'une usine de céramique dans la région (dans les années 1970), qui est alors devenue la principale source de plomb (de 95 à 100 % des apports), avant qu'une nouvelle source soit dominante : l'essence plombée[24]. L'histoire des immiscions de plomb dans l'environnement de cette baie a pu être ainsi déterminée pour tout le XXe siècle, et même pour le XIXe siècle pour la zone subtidale[24].
- L'analyse isotopique est utilisée dans les études du réseau trophique. En effet, les consommateurs présentent une signature isotopique directement reliée à celle de leurs aliments (elle en diffère peu, et suivant une loi connue). En analysant les rapports isotopiques d'un consommateur et de ses aliments potentiels, il est possible de reconstituer le régime probable du consommateur[25].
- La lutte contre les fraudes utilise la précision de ces analyses pour élucider des responsabilités criminelles (détermination de la marque d'une cartouche de chasse ou origine d'une balle à partir d'un échantillon de plomb) ou de fraudes alimentaires[26] (par exemple l'analyse des rapports isotopiques stables (13C/12C et 15N/14N) d'échantillons de viande d'agneau (mesurée par spectrométrie de masse isotopique) permet de confirmer ou infirmer une origine géographique, ou même de savoir si l'animal a uniquement tété le lait de sa mère, ou reçu des supplémentations solides (maïs, soja…) ou été nourri d'herbe naturelle[26]… 
 Ces analyses permettent aussi de différencier certains types d'agneau, mais aussi de vin, de jus de fruits, de miel[26] ou de produits laitiers et fromages (dont AOC par exemple[27]). 
Un simple échantillon haché solide suffit et permet d'acquérir l'information pour un grand nombre de métabolites (acides aminés, acides gras, sucres, etc.)[28].

#### Analyses isotopiques en archéologie
Depuis les années 90, l’archéologie a connu de nombreuses avancées en termes de techniques d’analyse, ce qui a non seulement permis de dater des échantillons, mais aussi d’obtenir des informations sur l’alimentation des populations animales et humaines. Il est donc possible de savoir quel régime alimentaire a été suivi par un individu à une époque et à une localisation donnée et ce à différents moments de sa vie selon le tissu squelettique étudié. En effet, la composition chimique des ossements dépend en partie des aliments consommés durant la vie et plus généralement de l’environnement de vie. Avec ces informations, il est possible de faire un lien entre l’alimentation et la place de l’individu en s’appuyant sur d’autres ressources archéologiques.
L’analyse isotopique est l’une des méthodes les plus utilisées en archéologie à ce jour. Elle est utilisée entre autres à Grenoble au musée archéologique Saint-Laurent. Ce lieu n'est pas un simple musée puisque des recherches en archéologie sont encore en cours. En complément de cette méthode utilisant des isotopes, on peut s’appuyer sur l’usure dentaire et la présence de caries.
En archéologie, l’analyse isotopique consiste à déterminer après extraction du collagène d’ossements et de dents fossilisées différents rapports isotopiques : 13C/14C, 13C/15N, 15N/14N, 87Sr/86Sr , Sr/Ca, 18O/16O. Elle est également utilisée pour étudier des tissus humains tels que les cheveux et la peau, remarquablement conservés dans des milieux humides, désertiques ou gelés. L’analyse du rapport 13C/14C, plus connue sous le nom la datation par carbone 14, et l’analyse du rapport 87Sr/86Sr donne accès à l’âge des échantillons. L’analyse des rapports 13C/15N, 15N/14N, Sr/Ca permettent quant à eux d’en apprendre plus sur le régime alimentaire associé aux échantillons retrouvés. Plus particulièrement, le rapport 13C/15N permet de distinguer les régimes alimentaires des carnivores aux herbivores et met en lumière la consommation de certaines plantes telles que les plantes marines, de climat tempéré ou tropical.

## Séparation des isotopes
Pour la recherche (étude des propriétés d'un isotope particulier ou préparation de traceurs isotopiques), pour les applications médicales et pour l'industrie nucléaire civile (réacteurs) ou militaire (bombes A), on a besoin, à partir d'une substance ayant une certaine composition isotopique pour un certain élément (généralement sa composition naturelle), de l'enrichir en l'un de ses isotopes, voire de séparer le plus complètement possible un ou plusieurs isotopes.

### Méthodes
Quand les quantités à produire sont relativement faibles (du gramme au kilogramme), la séparation des isotopes d'une substance peut se faire par spectrométrie de masse, en utilisant des spectromètres de masse fondés sur le même principe que ceux utilisés pour la mesure des compositions isotopiques, mais adaptés à la récolte des isotopes séparés par le champ magnétique de l'aimant du spectromètre, à une échelle semi-industrielle.
Pour des quantités plus importantes, notamment pour enrichir l'uranium en uranium 235 dans l'industrie nucléaire, on utilise surtout la diffusion et la centrifugation, appliquées à l'hexafluorure d'uranium gazeux.